# Playa de Viodo
La playa de Viodo, también llamada playa de Arnielles se encuentra en el concejo asturiano de Gozón y pertenece a la localidad de Viodo, comunidad autónoma del Principado de Asturias, España. Las arenas son oscuras y de grano grueso pero en grado muy escaso. Sus accesos son fáciles y el último tramo, menor de 500 m, hay que hacerlo a pie. 
El acceso hasta este último tramo es a través del pueblo de Viodo donde el firme pasa a ser una pista hacia la izquierda pero con dirección hacia el norte durante unos 800 m hasta un pequeño rellano donde pueden caber media docena de coches como máximo. Desde este punto hasta la playa no cabe el error pues aunque se bifurca, ambos caminos llegan hasta la playa.